# Wereldkampioenschappen baanwielrennen 1955
De wereldkampioenschappen baanwielrennen 1955 werden gehouden van 31 augustus tot en met 5 september 1955 in het Italiaanse Milaan. Er stonden vijf onderdelen op het programma, drie voor beroepsrenners en twee voor amateurs.

## Uitslagen

### Beroepsrenners
| Onderdeel     | Goud              | Goud   | Zilver         | Zilver      | Brons            | Brons     |
| ------------- | ----------------- | ------ | -------------- | ----------- | ---------------- | --------- |
| Sprint        | Antonio Maspes    | Italië | Oskar Plattner | Zwitserland | Arie van Vliet   | Nederland |
| Achtervolging | Guido Messina     | Italië | René Strehler  | Zwitserland | Wim van Est      | Nederland |
| Stayeren      | Guillermo Timoner | Spanje | Walter Bucher  | Zwitserland | Giuseppe Martino | Italië    |

### Amateurs
| Onderdeel     | Goud          | Goud                | Zilver           | Zilver              | Brons          | Brons     |
| ------------- | ------------- | ------------------- | ---------------- | ------------------- | -------------- | --------- |
| Sprint        | Giuseppe Ogna | Italië              | Jorge Bátiz      | Argentinië          | John Tressider | Australië |
| Achtervolging | Norman Sheil  | Verenigd Koninkrijk | Peter Broterthon | Verenigd Koninkrijk | Leandro Faggin | Italië    |

### Medaillespiegel
| Plaats | Land                | Goud | Zilver | Brons | Totaal |
| 1      | Italië              | 3    | 0      | 2     | 5      |
| 2      | Verenigd Koninkrijk | 1    | 1      | 0     | 2      |
| 3      | Spanje              | 1    | 0      | 0     | 1      |
| 4      | Zwitserland         | 0    | 3      | 0     | 3      |
| 5      | Argentinië          | 0    | 1      | 0     | 1      |
| 6      | Nederland           | 0    | 0      | 2     | 2      |
| 7      | Australië           | 0    | 0      | 1     | 1      |
| Totaal | Totaal              | 5    | 5      | 5     | 15     |